# Jacob Ochtervelt

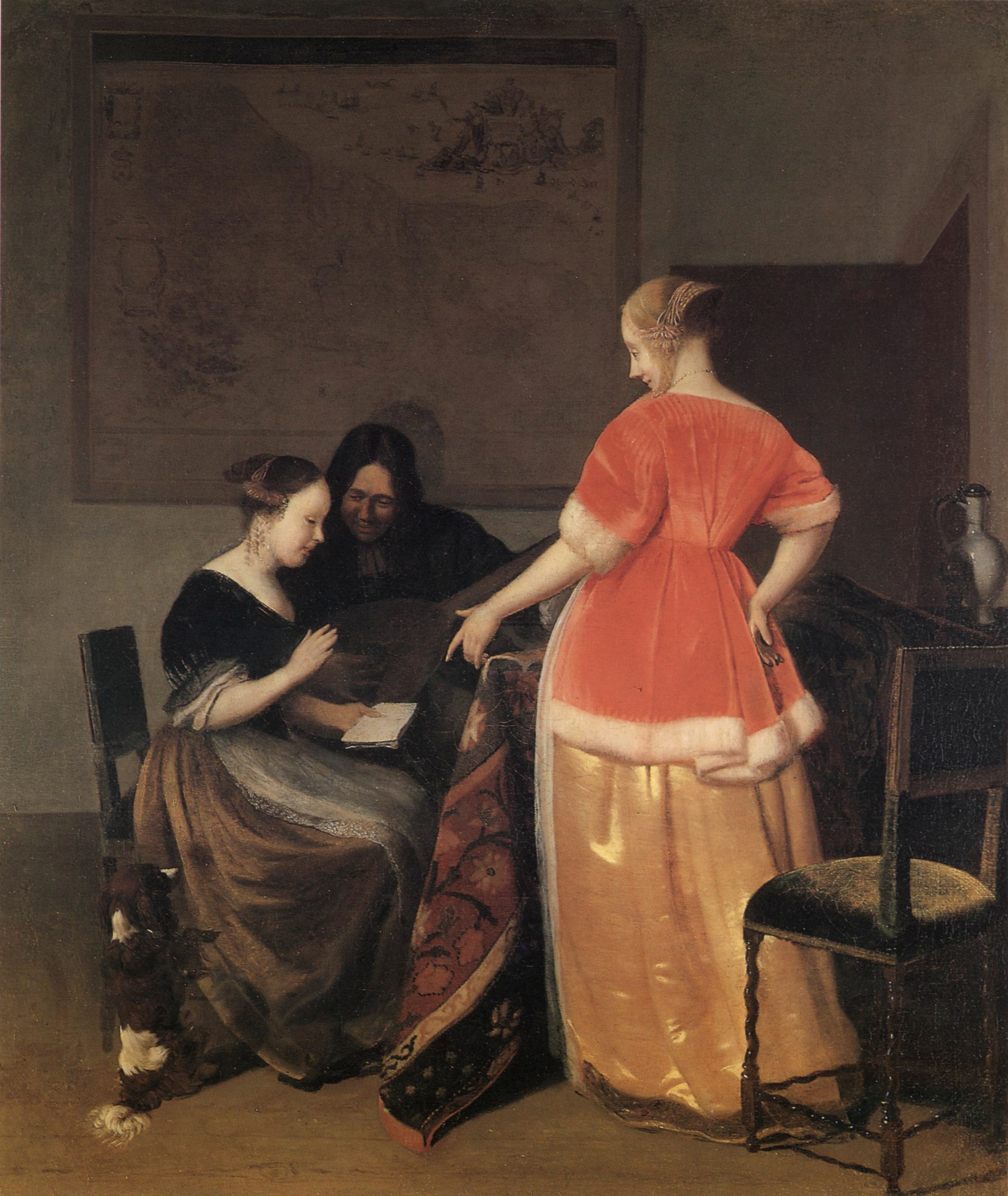
Het muziekuur. Ca. 1667. Mannheim, Reiss-Engelhorn-Musea.

Jacob Lucasz. Ochtervelt (Rotterdam, februari 1634 – Amsterdam, begraven 1 mei 1682) was een Nederlands schilder en tekenaar.
Hij was eerst actief in Haarlem. In 1655 trouwde hij in Rotterdam met Dirkje Meesters. Van 1655 tot 1672 was hij actief in Rotterdam en van 1674 tot zijn dood in Amsterdam. Hij werd begraven in de Nieuwezijds Kapel.
Hij was een leerling van Nicolaes Berchem en Ludolf de Jongh. Als schilder bracht hij genrestukken, historiestukken en portretten voort. Zijn oeuvre bevat ongeveer honderd werken.